# Las niñas de cristal
Las niñas de cristal es una película española dramática original de Netflix. Está dirigida por Jota Linares y protagonizada por María Pedraza y Paula Losada. La película se estrenó en marzo de 2022 en el Festival de Cine de Málaga, previo a su estreno mundial a través de la plataforma el 8 de abril.

## Sinopsis
Después de que la estrella del Ballet Clásico Nacional se suicide trágicamente, Irene (María Pedraza) es seleccionada para ocupar su lugar en la mayor producción de ballet de la compañía: Giselle. Ahora, siendo el blanco de todos los celos y la crueldad de sus compañeras, Irene encuentra una amiga en la nueva bailarina, Aurora (Paula Losada), una joven solitaria dominada por su madre. Aisladas y presionadas por el sacrificio que supone triunfar en la danza, la relación de Irene y Aurora se vuelve cada vez más cercana, a la vez que obsesiva. Juntas emprenden una huida hacia adelante en busca de sí mismas.

## Reparto
- María Pedraza como Irene Solís
- Paula Losada como Aurora Ruiz
- Mona Martínez como Norma
- Marta Hazas como Pilar
- Juanjo Almeida como Israel
- Olivia Baglivi como Ruth
- Ana Wagener como Rosa
- Javier Lago como Fernando Solís
- Iria del Río como Lidia Solís
- Andrés Lima como Oscar Poza
- Elena Suárez como Elena
- Beatriz Jimeno como Beatriz
- Nazareth Troya como Nazareth
- Silvia Kal como Laura
- Fernando Delgado-Hierro como Jon
- Samantha Vottari como María Poza
- Ángel Ro como Erik

## Rodaje
El rodaje comenzó en febrero de 2021 en Madrid.